# معيزيلة
قرية المعيزيلة من قرى محافظة الرقة إحدى محافظات الجمهورية العربية السورية وتقع شمال شرقي الرقة ب 23 كم. يقال أنها سميت بالمعيزيلة بسبب الرمال الكثيفة لأنها كانت معزولة عن جميع ما حولهامن مناطق مسكونة.
وسكان هذه القرية هم البريج وأول من سكن القرية حج بليخ الشلش الكرو واسكنه فسيح جنانه وكان رجل كريم وشجاع ولشدت كرمه سمي أبو الخبز للكرم الشديد وبعد وفاته كان ابنه الشيخ مسهوج البليخ أبو كامل على نفس صفات والده كما قال المثل ذاك الشبل من ذاك الاسد وتوفي في عام 1998\م وخلفه بعده ابنه الشيخ إسماعيل المسهوج البليخ أبو انس وكان هذا الرجل لم يخرج عن المربى الشهم والكريمومشهود له ب الكرم والتواضع وهو من أهل الواجب بكل مناسبه له حضوره وله شعبيته بين الناس وان أهل هذه القرية جميعهم يتحلون بنفس الصفات ومنهم كثير من الشباب مثقفين منهم من عنده شهادت الدكتور والمهندس والمحامي ووعدى الموجيدين في القطاع الحكومي وعدد سكان القرية يقارب 500 نسمه والقرية مخدمهمن كهرباء وماء وهاتف وبلديه ومدارس ابتدائيه واعداديه وغيره من الخدمات الأخرى
أنا معجب بهذا الشيخ الجليل بليخ الكرو وكتبت عنه مقالة في أحد المنتديات جمعت صفات هذا الرجل من كبار السن عندنا وسأنزل هذه المقالة إن شاء الله على هذه الصفحة إذا تسمحوا لي بذلك.